# Bitva u Lipjag
Bitva o Lipjag proběhla 4. června 1918. V železniční stanici Lipjagi v Povolží porazily jednotky čs. legionářů bolševická vojska, čímž si otevřely cestu ke spojení s ostatními čs. oddíly, k němuž došlo v západní části Sibiře symbolicky 6. července 1918 u Miňjaru a nakonec nepřímo i ve východní části ve stanici Olovjanaja. Blokováním sibiřské magistrály čs. legionáři zcela zastavili přepravu německých a rakousko-uherských zajatců na západní a italskou frontu.

## Průběh

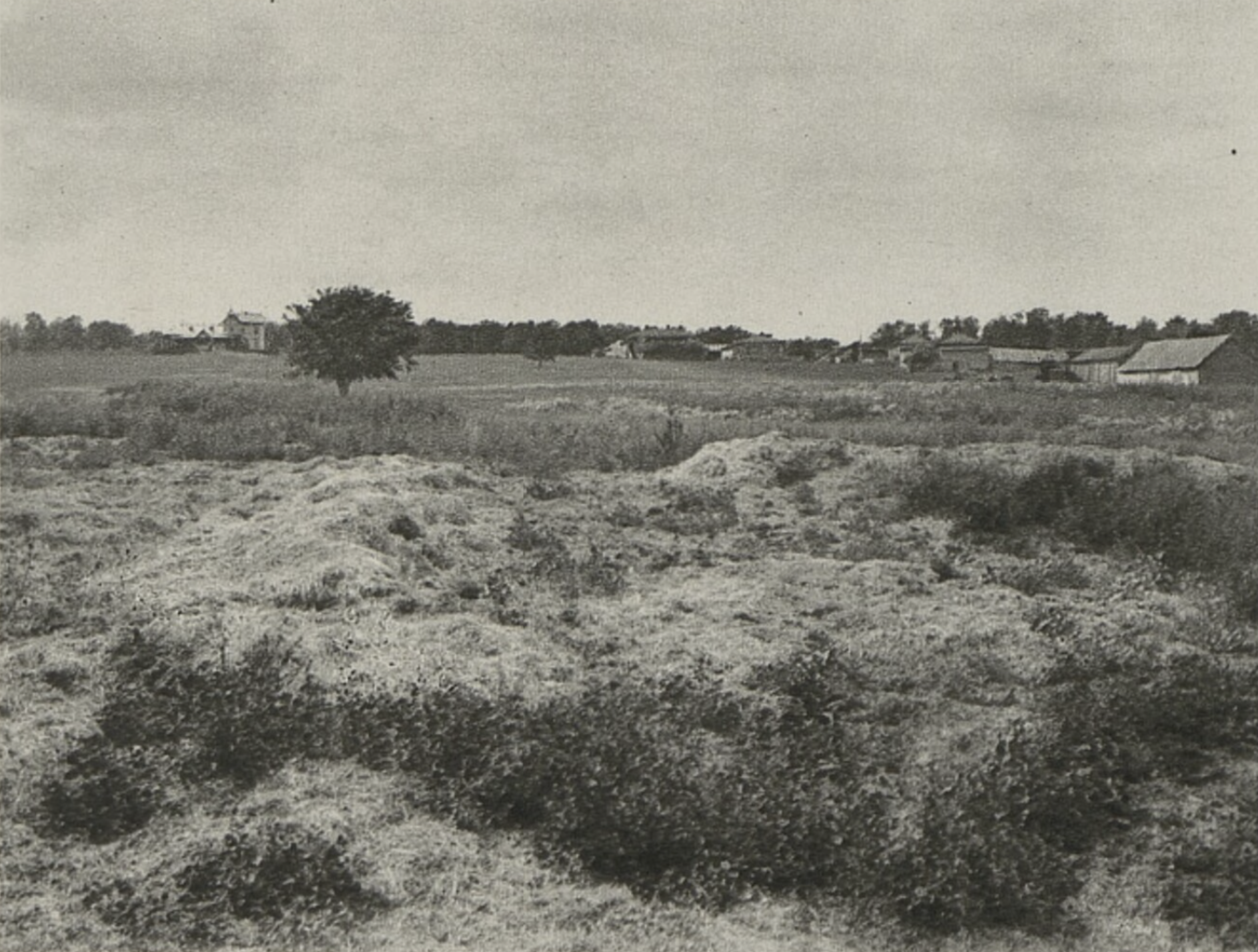
Bojiště u Lipjag (1918)

Lipjagy jsou železniční stanice v Povolží, západně od Samary. Po uzavření separátního míru mezi bolševickým Ruskem a Ústředními mocnostmi podepsali představitelé československého odboje s novou ruskou vládou dohodu o přesunu legionářských jednotek do Francie přes Vladivostok. Po přepadení vlaků bolševickými oddíly ovládli legionáři většinu sibiřské magistrály. Na evropském území zůstala odříznutá Penzenská skupina asi 6 tisíc vojáků pod vedením Stanislava Čečka.
V květnu 1918 docházelo k stále častějším útokům na legionáře, kteří se začali znovu ozbrojovat a bránit se těmto nájezdům. V nejtěžší situaci se ocitli legionáři u města Penza. Byl proti nim podniknut útok rudých gard, ovšem díky jejich neukázněnosti je Češi přemohli, 28. května dobyli Penzu a o tři dny později obsadili most přes Volhu a postupovali do Samary. Samarský sovět však nehodlal přistoupit na žádný kompromis a dohodu o průjezdu vlaků a před městem v železniční stanici Lipjagi nechal zřídit opevněné pozice. Zároveň došlo k povolání dalších vojsk, která měla československé legionáře obklíčit a likvidovat. Čs. velitelé si toho byli vědomi, a tak do hlavního útoku na Lipjagi nasadili proti 4 tisícovkám rudoarmějců pouhých 1600 vojáků, zbylí měli zajišťovat další pozice či být v záloze. Třicet minut po půlnoci 4. června 1918 zahájili Čechoslováci obchvat sovětských pozic, který v ranních hodinách oddělil nepřítele od Samary. V této době došlo k útoku, který zcela rozvrátil obranu železniční stanice. Legionáři pronikli do sovětských pozic a stanice byla obsazena.

## Výsledek

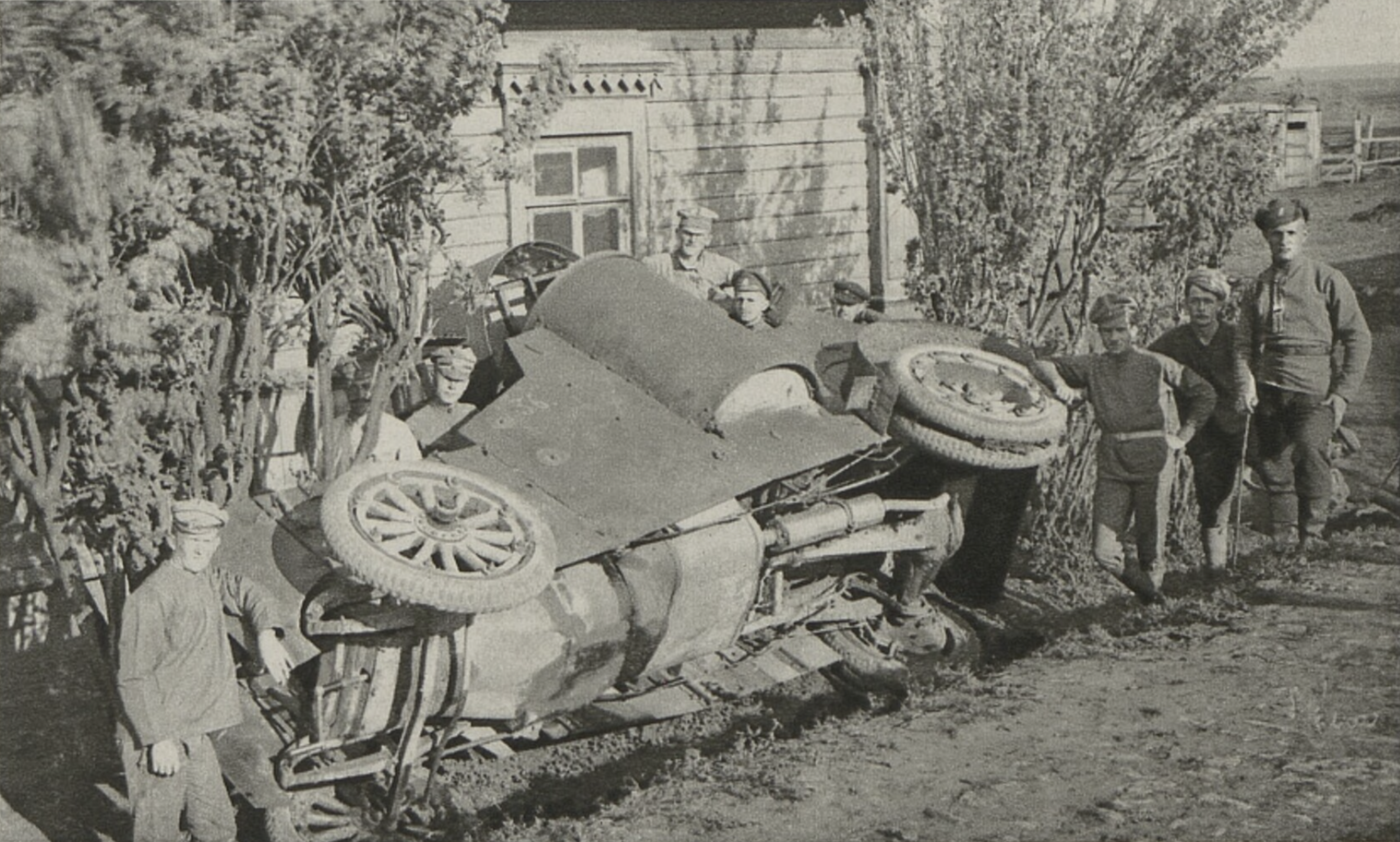
Čs. legionáři okolo obrněného automobilu bolševiků zničeného v bitvě

Bitva skončila významným úspěchem legií. Na sovětské straně bylo 1500 mrtvých a přes 2000 zajatých. V močálech se utopilo dalších asi 300 rudoarmějců. Čechoslováci měli pouze 30 mrtvých a 89 raněných! Získali veškerou výzbroj a vybavení poražených. Několik rudoarmějců, kterým se podařilo uprchnout do Samary, způsobilo ve městě mezi bolševiky paniku a ti se již nezmohli na prakticky žádný odpor. Legionáři Samaru osvobodili. Cesta československých legií na východ tak byla volná. Úspěch vojsk na magistrále zcela zastavil dohodnutou přepravu německých a rakousko-uherských zajatců na západní frontu. Několik set tisíc zajatců tak nikdy neposílilo na Paříž útočící německé sbory. Čechoslováci, jejichž jediným cílem byla přeprava do Francie, se sice na západní frontu z Ruska nedostali (s výjimkou necelých tří tisíc, kteří byli z Masarykova příkazu dopraveni do Francie lodí tzv. „Severní cestou“ přes Archangelsk a Murmaň-Murmansk), avšak svou činností na magistrále pomohli dohodovým spojencům tuto frontu zachránit.
Bezprostředně v souvislosti s touto vítěznou akcí svedl hrdina od Bachmače poručík (a pozdější prvorepublikový generál) Stanislav Čeček ještě úspěšnou bitvu u Beznčuku (Bezenčuku).